# メガストラクチャー

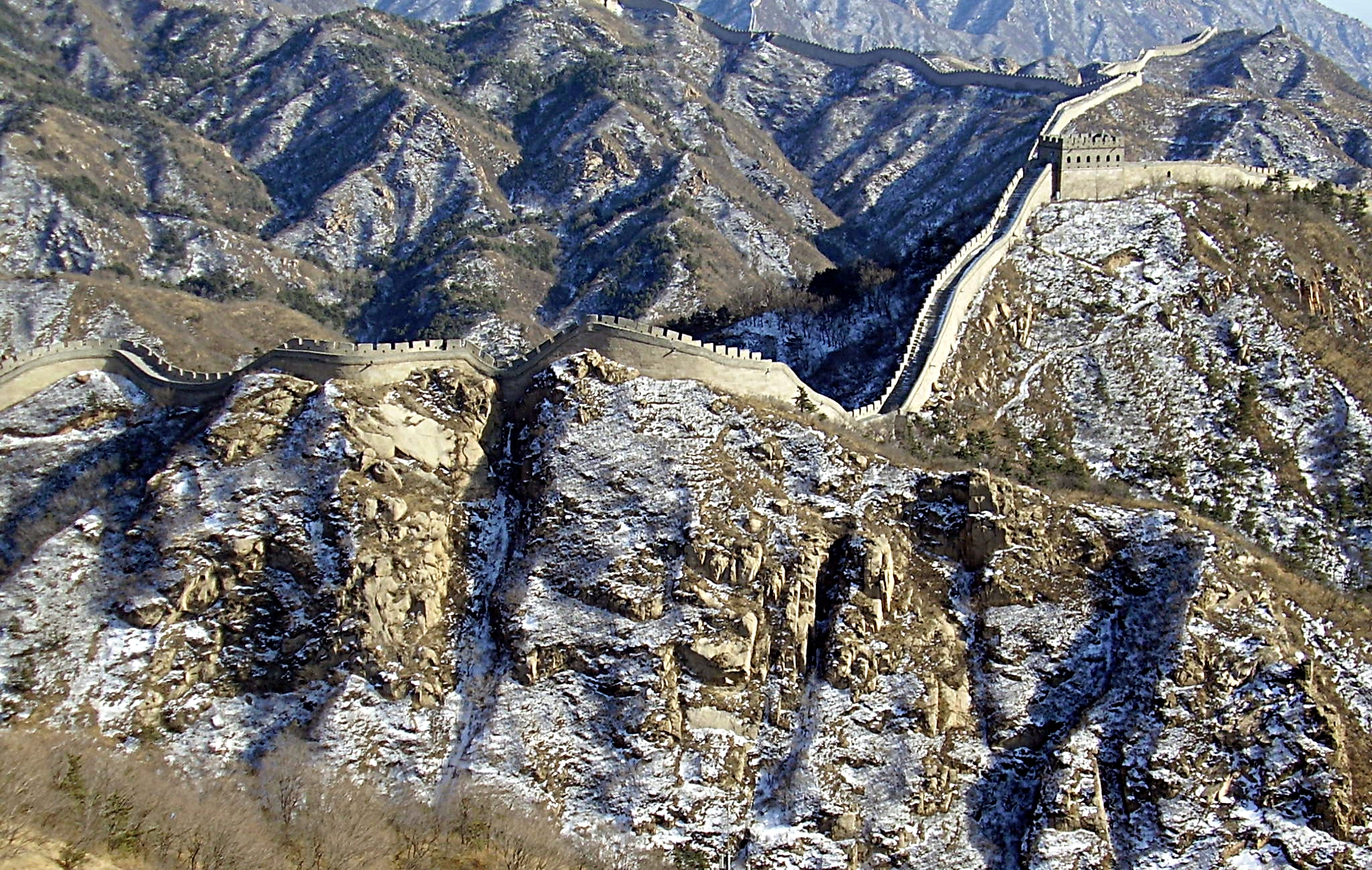
万里の長城、6352km。2005年2月に北京の近くで撮影。

メガストラクチャー（英：Megastructure）は、非常に大きな人工建造物である。大きさの基準は定義によってかなり異なる。一部の人は、この用語を特に大きいまたは高い建物に適用する。いくつかの情報源では巨大人工構造物と定義している。メガスケールエンジニアリングやアストロエンジニアリングによる建造物はメガストラクチャーである。
ほとんどのメガストラクチャーの設計、構造、アイデアは現代の工学技術では実現不可能である。そのため殆どは理論上のアイデアやフィクション上の存在に留まる。現代の工学技術で構築可能なものはメガプロジェクトとして存在する。
メガストラクチャーは1960年代に普及した建築概念でもあり、都市は単一の建物、または相互接続された比較的少数の建物に収まるものだった。そのようなアーコロジーの概念はSF作品などで人気が高く、様々な作品で使用された。メガストラクチャーはアーサー・C・クラークによる『宇宙のランデヴー』に登場する「ラーマ」のようにSF作品の重要な舞台として役割を果たすことが多い。
1968年にラルフ・ウィルコクセンは、メガストラクチャーを、部屋、家、または他の小さな建物を後で設置、削除、および交換できる構造フレームワークとして定義した。これは「無制限」の拡張が可能である。このタイプのフレームワークにより建造物は居住者の個々の希望に適応することができる。それらの希望は時間とともに変化する。
他の定義としては、メガストラクチャーを「建造物内部で自己完結型コミュニティが成立するように開発に不可欠なサービスと施設をサポートできる環境」と定義している。
多くの建築家がそのような巨大構造を設計した。そのような注目すべき建築運動や建築家にはメタボリズム、アーキグラム、セドリック・プライス、フライ・オットー、コンスタント・ニーウェンフイス、ヨナ・フリードマン、バックミンスター・フラーなどがある。

## 既存の建造物
次のような建造物はメガストラクチャーと見なされる可能性がある
- 万里の長城は中国の城壁の遺跡。長さ約6259 km[6]。
- フィリピン・コルディリェーラの棚田群、10,360平方キロメートル (4,000 sq mi)。約6,000 - 2,000年前に作られたイフガオ州にある山に刻まれた広大な農業景観[7]。
- 超高層ビルは現在の最先端技術による大規模構造エンジニアリングである（建物の一覧(広さ順)を参照）。
- 大型ハドロン衝突型加速器は周囲27 kmのリングで構成されている。

道路や鉄道のネットワーク、および建物（都市および関連する郊外）の集合体は、サイズを基準とした場合では適格となるにもかかわらず、通常メガストラクチャーとは見なされない。ただし惑星全体が都市という仮想的な概念のエキュメノポリスはメガストラクチャーと見なされる。

## 建造物のアイデア
- アトラントローパはアフリカ大陸とヨーロッパ大陸を統合した人工大陸。ジブラルタル海峡を水力発電ダムで堰き止め、地中海の海面を数百メートル引き下げることで、大陸を統合する。
- Trans-Global Highwayは地球上の6つの居住大陸すべてを結ぶ高速道路システム。高速道路は新規および既存の橋梁とトンネルをネットワーク化し、地上輸送を改善するだけでなく、ユーティリティパイプラインの導管を提供する可能性もある。
- クラウドナインはバックミンスター・フラーが考案した半径1マイルのテンセグリティ球体。周囲の温度より1度だけ加熱された場合に空に浮かぶため、各クラウドに数千人が居住できるミニ都市を作成できる。

## 理論的なアイデア
メガストラクチャーと考えられる多くの建造物のアイデアが考案されている。

### 恒星スケール

理想的な半径1AUのダイソン球殻の断面図 (ダイソンのオリジナルコンセプトの変形)

恒星スケールのメガストラクチャーのアイデアでは、恒星のエネルギーを大きく利用するものが多い。エネルギー以外には、重力や高度な文明にとって必要な何らかの目的を達成するための機能が作られる。
- オルダーソン円盤は円盤の形をしたメガストラクチャーである。外半径は火星または木星の軌道に相当し、厚さは数千 kmある。円盤の重力に支えらることで、生命や文明が裏表両面に住むことができ、円盤の中央で恒星が上下に揺れ動くことで昼夜を作る。
- ダイソン球（またはダイソンシェルとも呼ばれる）は太陽エネルギーを最大限に活用するために恒星を完全に取り囲む構造や軌道を持つオブジェクトを指す。
- マトリョーシカ・ブレインは同心円状に何層にも重なったダイソン球でできた超巨大なコンピュータ。恒星のエネルギーと排熱を無駄なく利用して計算を行う。
- ステラーエンジンは、恒星と星間空間の温度差を使用してエネルギーを抽出したり推進力を得ることのできるシステム。バリエーションとしてシュカドフスラスタがある。
  - シュカドフスラスタは恒星の片側のみを反射や吸収させることで推進力に変えるシステム。
- トポポリス（宇宙スパゲッティとも呼ばれる）は円筒が回転することで人工重力を発生させるトーラス状の巨大なチューブ。オニール・シリンダーの端を伸ばして繋げたものと見ることもできる。恒星をトーラス結び目の形で囲むことができる。
- リングワールド（またはニーヴンのリング）は恒星を取り囲む人工リングで、軌道速度よりも速く回転してその内面に人工重力を作り出す。回転しないバージョンでは呼吸可能なガスの透明なリングを形成し、同作者の小説『スモークリング』のように、星の周りに微小重力環境を作り出す。

単一で構成されるものではないためメガストラクチャーとしては分類されないかもしれないが、同様の恒星スケールの規模で成立する構造もある。
- ダイソン・スウォーム (群れ) は、単一のシェル (球殻) ではなく、個別に周回する要素で構成されるダイソン球のバリエーション。考案者であるフリーマン・ダイソンの想定していたモデルはこちらの方が近い。
- ダイソン・バブルは、個々の要素が静的であり、太陽帆によって位置を制御し空中に保持されているダイソン球のバリエーション。

### 惑星スケール
- ビショップリング、ハロー、またはオービタルはリングワールドに似ているが、はるかに小さい宇宙の生存可能な領域である。恒星を中心とする代わりに惑星の軌道を周回し、その直径は惑星の大きさによって変化する。軌道に対してリングを傾けることにより、昼と夜のサイクルを作れる。領域は広大なためスタンフォード・トーラスのように完全に囲まれている必要はなく、代わりに大気は遠心重力と側壁によってのみ保持され、空は開かれている。
- Globus Cassusは惑星内部を中空にすることで、はるかに大きな生態圏を持つ人工世界に変換するための仮想的なアイデア。このモデルは地球の実際の機能とプロセスを理解するためのツールとして機能する。
- Shellworldsまたはparaterraformingは、呼吸可能な大気を維持するために、惑星全体で高圧空気を保持して膨張したシェル(球殻)である。[8]球殻内部の空気の圧力がシェルの重量を支える。
- 完全に中空のShellworldsでは、含まれるガスの外向きの圧力が構造全体の重力収縮と釣り合う限り、含まれるガスだけで重力風船とも呼ばれる状態で維持することができる。サイズは封入されたガスの質量によってのみ制限され、惑星規模以上に大型化することも可能。また、シェルはあらゆる一般的な材料で作成可能。更に外側に追加の大気を持つこともできる[9][10]。
- Shellworldsはまた、同心円状の複数の層を持つテラフォームまたは人工惑星を指すこともある。

### 軌道ストラクチャー
- オービタル・リングはその高度での軌道速度よりも速い速度で回転する地球の周りに配置されたリングである。静止プラットフォームはオービタル・リングの過剰な遠心加速度によって維持される。（ロフストロム・ループ）、地上テザーは静止プラットフォームのサポーターになる。
- バナール球は最大直径16 kmのスペースコロニー。
- スタンフォード・トーラスなどの回転ホイール型宇宙ステーション、回転によって人工重力を生成するホイール状の宇宙ステーションである。典型的な設計には、ドッキングおよび/または微小重力研究に使用される中央ハブへの輸送スポークが含まれます。
- オニール・シリンダーおよびマッケンドリー・シリンダーは内部に居住可能な領域を含み、遠心加速度によって内面に1Gを作成する逆回転するの円筒(シリンダー)である。各コンセプトの規模はスチール（O'Neill）またはカーボンファイバー（McKendree）から構築できる最大の1Gシリンダーを見積もることに基づいている[11][12]。
- 中空小惑星（またはバブルワールドまたはTerraria）はその軸上で回転し人工重力を発生させ、内側は生息できるように空気で満たされている。いくつかの概念では、小惑星は溶融岩に加熱され、最終的な形に膨張する[13][14]。

### 軌道上ストラクチャー

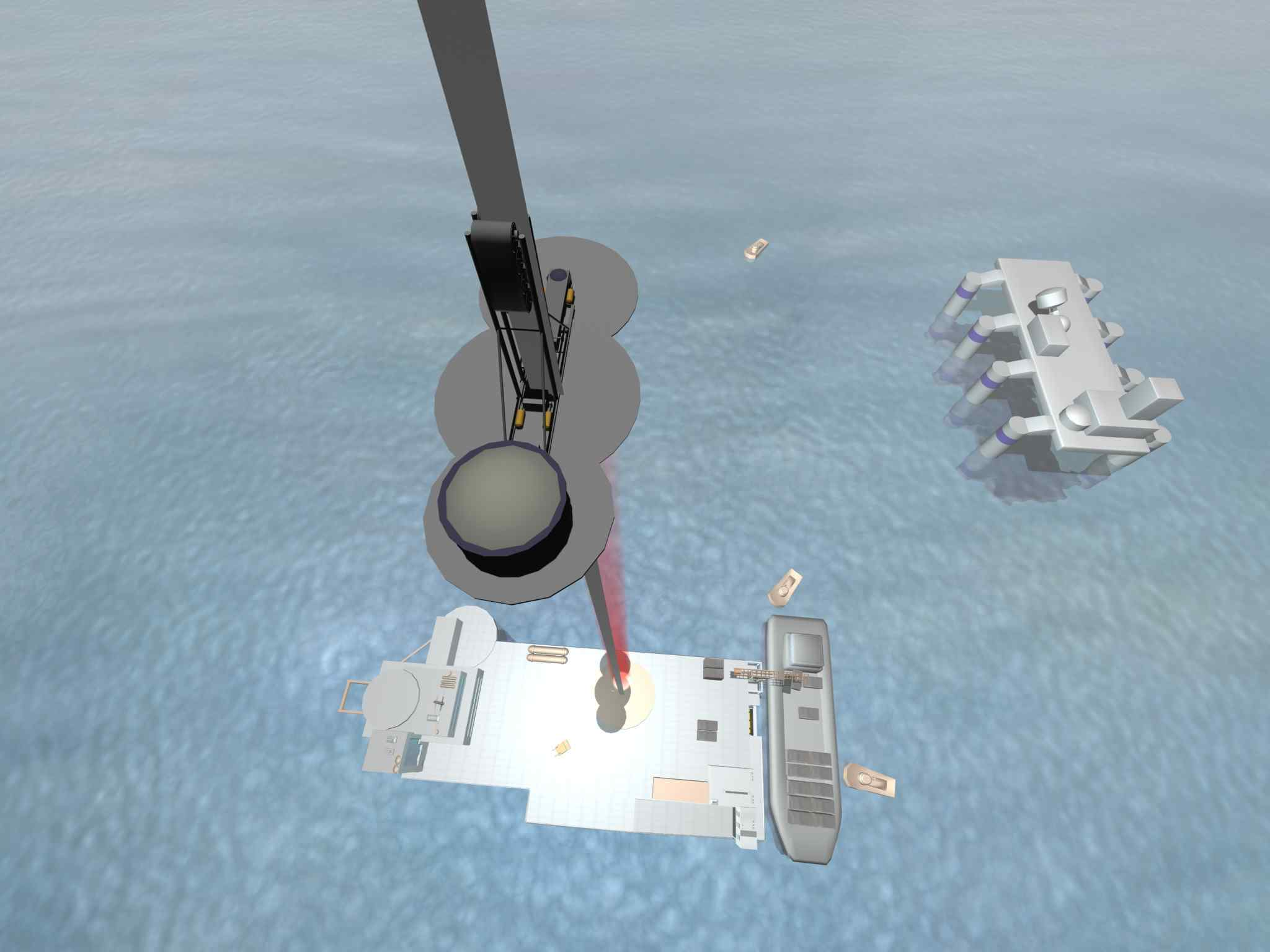
軌道エレベータのコンセプトの1つ。移動式の海上プラットフォームにつながれている。

- スカイフックは、軌道から垂れ下がる非常に長いテザーである。
- 軌道エレベーターは静止軌道の高度を超えて伸びるテザーであり、遠心力が重力を超え、わずかな外向きの張力がかかるようにされた巨大な紐構造。地上に固定されるケースと固定されないケースがある。
- スペースファウンテンは地表から高速で上に向かって液体が発射され、その勢いのまま地上まで落下する噴水のような構造。液体は磁性流体を使う。
- ロフストロムループ（またはローンチループ）は宇宙機を打ち上げるための、長さ2000 km高度80 kmの動的なループによるシステム。構造は鎖の噴水現象のような運動保存法則で維持される。軌道速度を達成するために磁気浮上車によって発射される。
- スタートラム Generation 2は、地上から大気圏上空の96%以上まで伸びる磁気浮上によって加速させる打ち上げ装置。
- ロトベーターは軌道上の巨大な回転するテザー。下の先端がテザーの軌道速度と反対方向に動いており、地面に対する速度の差を減らし、したがってランデブーに必要な速度を減らす。同様に、上部先端は軌道速度を超えて移動し、軌道間を推進剤なしでの移動を可能にする。月のような大気のない環境では、下の先端が水平速度ゼロで地面に触れることも可能[15]。他の運動量交換テザーと同様に、軌道エネルギーは荷物を運ぶごとに増減する。

## フィクションにおけるメガストラクチャー
フィクションにはメガストラクチャーと考えられる多くの構造が登場する。

### 恒星スケール
- ダイソン球は『スタートレック』シリーズを含む多くのフィクション作品に登場している。
- 『リングワールド』から始まるラリー・ニーヴンの一連の小説シリーズではリングワールドまたはニーヴンのリングの概念を中心とし、そのコンセプトを生み出した。リングワールドは地球の軌道の半径（1AU）にほぼ等しい半径を持つ人工リングである。恒星は中心に存在し、リングの回転によって重力を作り出し、遠心力と内壁によって大気が保持される。一作目の発表後、リングワールドの構造は不安定であると多数の読者から指摘があったため、著者は続編で回避策を考案した。
- 弐瓶勉の漫画『BLAME！』ではメガストラクチャーが地球や月を覆い、金属、コンクリート、石などが混合した巨大な複合体が物語の舞台である。最終的には木星の軌道よりも大きな体積にまで膨張した。
- ウィリアムバートンとマイケル・カポピアンコによる小説『ホワイトライト』では巨大なトーラス型構造のトポポリスが宇宙全体を支配するものとして登場している。
- フレデリック・ポールによる小説『ヒーキー』の中では、敵と呼ばれる純粋なエネルギーの種族は、物質ではなくエネルギーでできたブラックホールであるクーゲルブリッツを構築した。
- スティーブンバクスター『ジーリー』シリーズでは、同名の異星種族が宇宙ひもでできた直径1000万光年の巨大構造物である《リング》を構築した。
- ゲームの『Freelancer』では、精神生命体種族Dom'Kavoshが生息するダイソン・シェルが登場。これには、ダイソン球と同じ作成者が作成したハイパーゲートを介して到達する。
- フレデリック・ポールの小説「Wall Around a Star」では、銀河核を完全に囲むスーパーダイソン球を構築する提案に言及されている。
- エリック・ブラウンによる小説の『Helix』(2007)のタイトルは、恒星規模の螺旋状(helical)の巨大構造を指している。さまざまな種類の環境と生息地が構造に沿って点在しており、中心星からの距離が変化すると気候に影響を与える。
- ゲーム『Endless Sky』のQuargは、星の周りに巨大なリングを構築していることを示している。この完成版は他の場所でも見つけることができる。
- ゲーム『Space Empires 4』および5では、プレイヤーは恒星の周囲にダイソン球とリングワールドを構築できる
- ゲーム『Stellaris』の拡張パック「Utopia」では、プレイヤーは恒星の周りにリングワールドとダイソン球の両方を構築できる。

### 惑星および軌道スケール
- ゲーム『HALO』シリーズに登場するいくつかのメガストラクチャー
  - 前日譚小説『Halo：Cryptum』に登場する最初の12個の「Halo」は直径30000 kmのリング。続編では元の12個のHaloの内、6つの「Halo」が直径10,000 kmのサイズにまで縮小される。
  - 「アーク」は直径127,530 kmの構造物で「Halo」の起動と、直径10,000 kmのHaloを構築できる。小説版の『Cryptum』と『Primordium』に登場するより大きい「アーク」は30,000 kmの「Halo」の建造が可能。
  - オニキスは、超種族フォアランナーによって作られたセンチネル（高度な複製ロボット）で構成された人工惑星。直径は約1 天文単位でその中心にあるのはスリップストリーム空間に含まれる「シールドワールド」である。『Halo Wars』の後半でははるかに小さい「シールドワールド0459」（直径約1,400 km）が登場。3番目のシールドワールドである「レクイエム」が『Halo 4』に登場した。「レクイエム」は、一種のダイソン球体に包まれた人工の中空惑星。
  - High Charityは異星人コヴナントのモバイルプラネトイドステーション。

- 『ソニックアドベンチャー2』と『シャドウ・ザ・ヘッジホッグ』に登場するエクリプスキャノンはスペースコロニー「アーク」内に構築された惑星破壊兵器。
- 『トップをねらえ！』の「バスターマシンIII」。
- イアン・バンクスの小説『culture』シリーズの「オービタル」。
- 2013年のアニメ映画『キャプテンハーロック -SPACE PIRATE CAPTAIN HARLOCK-』では、木星の加速器は、木星の大気からエネルギーを使用して惑星全体を破壊するのに十分な強烈な光の大きなビームを作成する古代の大量破壊兵器が登場。
- 弐瓶勉による漫画及びアニメの『シドニアの騎士』に登場する播種船は1000年後の数百万の人類の生き残りが居住する宇宙船兼スペースコロニー。
- 士郎正宗による漫画『攻殻機動隊』は“企業のネットが星を被い、電子や光が駆け巡っても、国家や民族が消えてなくなるほど、情報化されていない近未来”が舞台であり、冒頭頁ではビルのような外観のメガストラクチャーが多数建設されている。
- あろひろしによる漫画『ふたば君チェンジ♡』には恒星周辺の資源によって建造された人工世界「シメール」が登場する。何か災害があり、破壊されて久しい模様。
- 聖悠紀による漫画『超人ロック』には惑星をくりぬいて建造されたコンピュータ「銀河コンピュータ」とそのコピー「ドラム」が登場する。
- アイザック・アシモフのファウンデーションシリーズにおける星間帝国の首都であるトランターは惑星まるごとが都市であるエキュメノポリス。皇帝の宮殿の敷地だけに小さな緑の空間がある。
- スター・ウォーズシリーズにはいくつかのメガストラクチャーが登場する。
  - 宇宙要塞・人工天体であり、搭載するスーパーレーザー砲一撃で惑星を破壊できる「デススター」。初代デススターの直径160 km、第2デススターは直径200 kmを誇る。
  - スター・ウォーズシリーズに登場する宇宙戦艦には、スター・デストロイヤーを始めとして全長がキロメートルの単位を誇る艦が多数存在する。特に大型のスター・デストロイヤーは「スーパー・スター・デストロイヤー」と呼ばれ、最大のエグゼキューター級の全長は19 kmもある。
  - 銀河系の首都であるコルサントは、惑星を都市が完全に覆っている（エキュメノポリス）。最初の共和国の首都として、その後第一銀河帝国の首都として機能する。
  - 銀河全体から惑星全体を破壊するように設計された大規模な宇宙ステーションであるギャラクシーガンは、サイズが7 km以上あるため、メガストラクチャーと見なすことができる、
  - センターポイントステーション。コレリア星系の惑星タルスとトララスの間のラグランジュ点にある35 kmの球状宇宙ステーション。巨大な古代のハイパースペーストラクタービームであり、Celestialsとして知られる古代の人種がコレリアの星系を作成した。トラクタービームの助けを借りて、惑星全体をハイパースペース内で移動させ、中央の星に沿って実際の軌道に配置することができた。一方、同じ技術を使用して、星を破壊する武器として使用することもできる。メイン球殻の内部にはホロータウンと呼ばれる巨大な生活スペースがあり人々が居住している。
  - Star Wars: Knights of the Old Republicに登場するスターフォージ。
- スターゲイト SG-1のエピソードの多くに登場する巨大な星間ゲートである「Ori Supergate」は、巨大構造として分類できる
- 『銀河ヒッチハイクガイド』シリーズでは、地球だけでなく他の惑星も人工の巨大構造物であった。地球は巨大なコンピューターとして機能することを目的としており、他の惑星を製造することで生計を立てた種族によって構築された。
- レゴ『バイオニクル』シリーズのMata-Nuiはメガストラクチャーとして分類できる。物語では彼は惑星と同じくらいの大きさの巨大なロボットであり、彼の体の内部ではBIONICLEユニバースのすべての住民（マトラン、トーアなど）が居住している。
- ロボテック Sentinelsの小説に登場するHaydon IVは人造人間で構成された人工的に構築されたサイバー惑星である。
- インベーダー・ジムエピソード「プラネットジャッカーズ」では、2人のエイリアンが地球を偽の空で囲み、太陽に投げ入れる。
- テレビアニメ『星のカービィ』に登場するナイトメア要塞は惑星サイズであるため、メガストラクチャーとして分類できる。
- いくつかの作品でアーサー・C・クラークは巨大な中空のシリンダーについて書いている。さまざまな種族が住んでいる宇宙のランデヴー（1973）など。
- ゲーム『Mass Effect』シリーズのシタデルは、物語が始まる数百万年前にリーパーズと呼ばれる古代の機械種族によって構築された巨大な宇宙ステーション。Mass Effect 2時点での人口は1,320万人。
- ゲーム『エアフォースデルタ ブルーウイングナイツ』では、カイロンリフトと呼ばれる大きなスペースエレベーターを使用して、宇宙空間に物資を送り出す。
- ウォーハンマー40,000シリーズの皇帝の宮殿（人類の皇帝が無期限に生かされている黄金の玉座の場所）は巨大構造物と見なすことができる。宮殿はヒマラヤ山脈全体に広がる地域にある黄金の玉座を持つ大陸全体の構造の複合体である。
- 映画『エリジウム』ではエリジウムと呼ばれる豪華な宇宙ステーション（司教リング）に人類の富裕層が居住している。
- アーサー・C・クラークの小説『2001年宇宙の旅』、『エンダーのゲーム』のバトルスクール、『バビロン5』などに登場する大きな回転する宇宙ステーションはSFの定番である。
- 中空の小惑星は、キム・スタンリー・ロビンソンの小説『2312』、ラリー・ニーヴンのノウンスペース、アーサー・C・クラークやアイザック・アシモフなどの黄金時代のSF作家など、さまざまな作品に登場する。